# Mire de Tibães
Mire de Tibaes est l'une des 22 paroisses à « prédominance urbaine » de la ville de Braga, dans le district de Braga, la sous-région Cavado, au Portugal.
Elle s'étend sur 4,36 km2 et avait 2 437 habitants en 2011.
Son monastère (de) a été la maison mère de l'ordre bénédictin pour le Portugal et le Brésil à partir du XVIe siècle et ce jusqu'en 1834, année d'extinction de l'ordre.
De par son architecture, ses nombreuses sculptures et l'utilisation massive d'or provenant du Brésil, le monastère de Tibães témoigne encore de nos jours de l'époque des découvertes portugaises.